# Sven Åke Landström
Sven Åke Landström, född 1 december 1941 i Kiruna, är en svensk hornist, dirigent och tjänsteman vid Sveriges Radio.
Sven Åke Landström gick i Kiruna högre allmänna läroverk och avlade studentexamen 1961. Han började sin musikerbana i hornstämman i Kiruna Orkesterförening, där han även som 15-åring var solist i Mozarts tredje hornkonsert. Landström var ett antal år under skoltiden hornist och kontrabasist i Nordiska Ungdomsorkestern sommartid i Lund, och från 1963 hornist i Kungliga Akademiska Kapellet och 1967–1977 hornist i Sveriges Radios symfoniorkester. Under en period 1989, efter Carl Rune Larssons död, var han tillförordnad director musices vid Uppsala universitet. Efter sin musikerkarriär har han arbetat vid Sveriges Radio med det europeiska radioorkestersamarbetet, som producent på Sveriges Radio P2 och som chef för internationella relationer.
Han var 1963–1988 gift med Birgit Morell (född 1940), och de fick tre barn: Jonas Landström (1964), Mårten Landström (1966) och Tove Landström (1970).